# Güneysöğüt, Defne
Güneysöğüt là một xã thuộc huyện Defne, tỉnh Hatay, Thổ Nhĩ Kỳ. Dân số thời điểm năm 2011 là 827 người.